# Auguste Vaillant
Auguste Vaillant (Mézières (les Ardenes), 1861 - 5 de febrer de 1894) fou un anarquista francès que es va fer internacionalment famós a finals del segle xix com a autor d'un atemptat amb bomba contra la Cambra dels Diputats Francesa el 9 de desembre de 1893.

## Biografia
Vaillant va tenir una infància miserable. Als dotze anys ja vivia sol a París, on posteriorment va ser condemnat per petits delictes: als tretze per agafar un tren sense bitllet, i als disset anys per robar menjar, per la qual cosa va passar sis dies a la presó.
Va treballar en diverses ocupacions manuals temporalment en condició d'aprenent i va desenvolupar una passió per l'astronomia i la filosofia. Preocupat amb la misèria dels habitants pobres de París, entre els quals s'incloïa, Vaillant va ser seduït pels cercles anarquistes i va començar a freqüentar alguns d'aquests grups. Es va casar i va viure enmig de la pobresa amb la seva dona i la seva filla Sidonie, que després de la seva mort seria adoptada per Sébastien Faure.
En cert moment de la seva vida, va decidir abandonar París per provar sort a l'Argentina, a la regió del Chaco, on la realitat no es va mostrar menys hostil. Després de tres anys a l'estranger, Vaillant va retornar a França, on va aconseguir tot just subocupacions casuals que a penes li permetien mantenir la seva família.
Vaillant va esdevenir un militant de les campanyes anarquistes, i freqüentment defensava la propaganda pel fet, que es podria resumir com una estratègia d'atac que serviria d'inspiració per a altres atacs. Les onades d'atemptats terroristes executades per anarquistes s'estaven multiplicant a França entre els anys 1892 i 1894 per mitjà de la iniciativa de diversos activistes, entre els quals estaven Ravachol, Sante Geronimo Caserio i Émile Henry. Les seves accions intentaven atacar la burgesia i l'estat nacional, considerats per ells com a responsables de la misèria i de la crisi econòmica vigent, i els principals culpats per la desigualtat i explotació de les classes subalternes. Aquest context d'injustícia social va motivar Auguste Vaillant a exigir venjança per l'execució de Ravachol, guillotinat després de posar quatre bombes en llocs públics parisencs i en un gran restaurant. Vaillant esperava també aconseguir denunciar la repressió del govern de Jean Casimir Perier contra treballadors i anarquistes. L'acció de Vaillant va ocórrer el dia 9 de desembre de 1893. Prop de les 16 hores, va llançar una bomba de gran impacte a la Cambra de diputats del palau Bourbon en una sessió presidida per Charles Dupuy. Va ser detingut i Vaillant va ser sentenciat a mort. Malgrat la petició feta al seu favor per l'abat Lemire, ferit durant l'atac, i de la intervenció de la seva filla Sidonie al costat de la primera dama, Sadi Carnot, en aquell moment president de la Tercera República de França, es va refusar a perdonar-lo. Als 33 anys Vaillant va ser guillotinat.